# Cave Creek
Cave Creek ist eine Kleinstadt im Maricopa County im US-Bundesstaat Arizona. Das U.S. Census Bureau hat bei der Volkszählung 2020 eine Einwohnerzahl von 4.892 ermittelt.
Cave Creek hat eine Fläche von 73,1 km². Die Bevölkerungsdichte beträgt 67 Einwohnern pro km². 
Südlich der Stadt verläuft die Arizona State Route 74.

## Persönlichkeiten
- Sonny Barger (1938–2022), prägende Figur der Hells Angels
- Kiowa Gordon (* 1990), US-amerikanischer Filmschauspieler